# Marché de Sant Antoni
Mercat de Sant Antoni
Le Marché de Sant Antoni (officiellement et en catalan, Mercat de Sant Antoni), est un des marchés les plus grands et importants de Barcelone. Il est situé dans le quartier Sant Antoni, qui lui a donné son nom.
Le bâtiment, inauguré en 1882, a été dessiné par l'architecte Antoni Rovira i Trías et la construction a été exécutée par l'entreprise La Maquinista Terrestre y Maritima. Il a été le premier marché construit en dehors de la ville ancienne et son emplacement suit le plan original d'Ildefons Cerdà.
En 2007 la mairie a ouvert un concours pour remodeler la structure. La réhabilitation a débuté en 2009 et la réouverture a eu lieu en mai 2018.

## Architecture
Le Marché de Sant-Antoni a été dessiné par l'architecte municipal Antoni Rovira i Trias, et édifié entre 1872 et 1882
. Il répond au besoin de créer un espace d'échange commercial protégé des intempéries mais qui ne soit pas fermé complètement, ample, aéré et illuminé, attributs qui ont été rendus possibles grâce à l'introduction du fer forgé dans les techniques constructives de l'époque. La création et la construction ont été menées à terme par une entreprise barcelonaise spécialisée dans le milieu, La Maquina Terrestre y Maritima. Son style appartient à l'architecture du fer.
La mairie de Barcelone et la Généralité de Catalogne ont inscrit le marché comme Bien Culturel d'Intérêt Local (BCIL),.

## Personnalités
- Conxa Pérez Collado (1915-2014), militaire républicaine de la guerre d'Espagne, a tenu une boutique dans le marché[8].

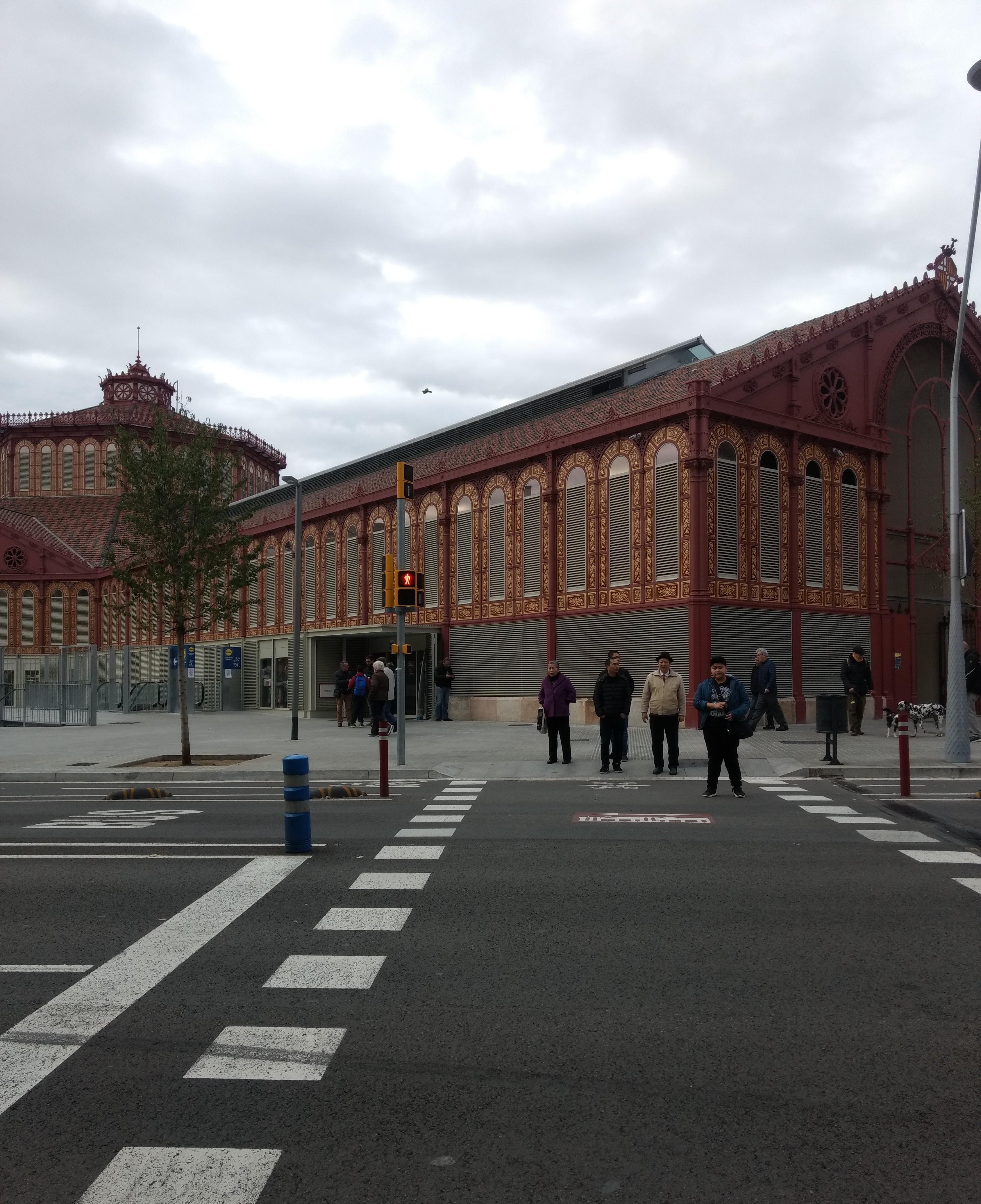
Marché de San Antonio

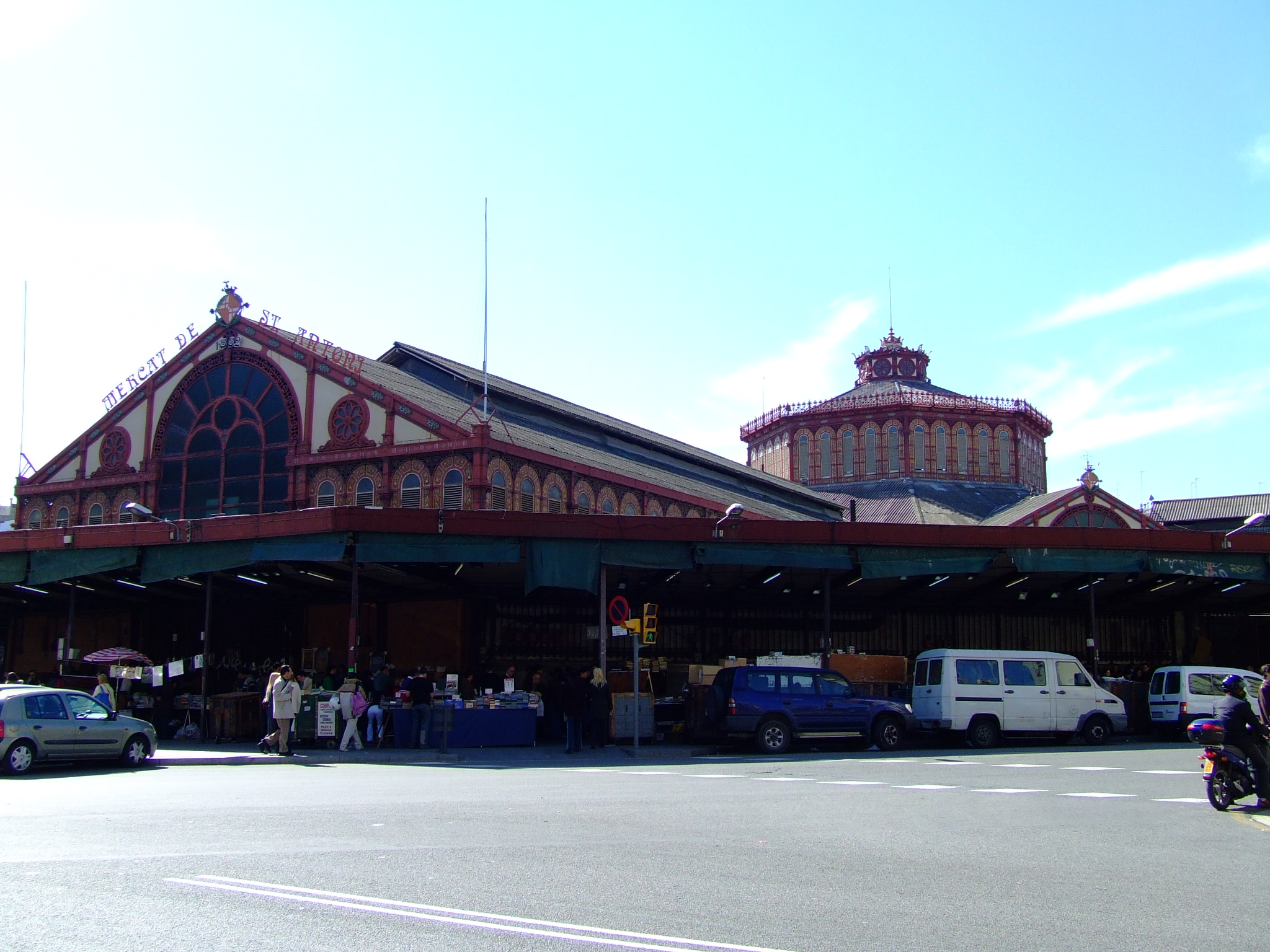
Marché de Sant-Antoni avant la rénovation de 2009. Les environs du marché se trouvaient complètement occupés par des points de vente, caves et zones de chargement et déchargement.

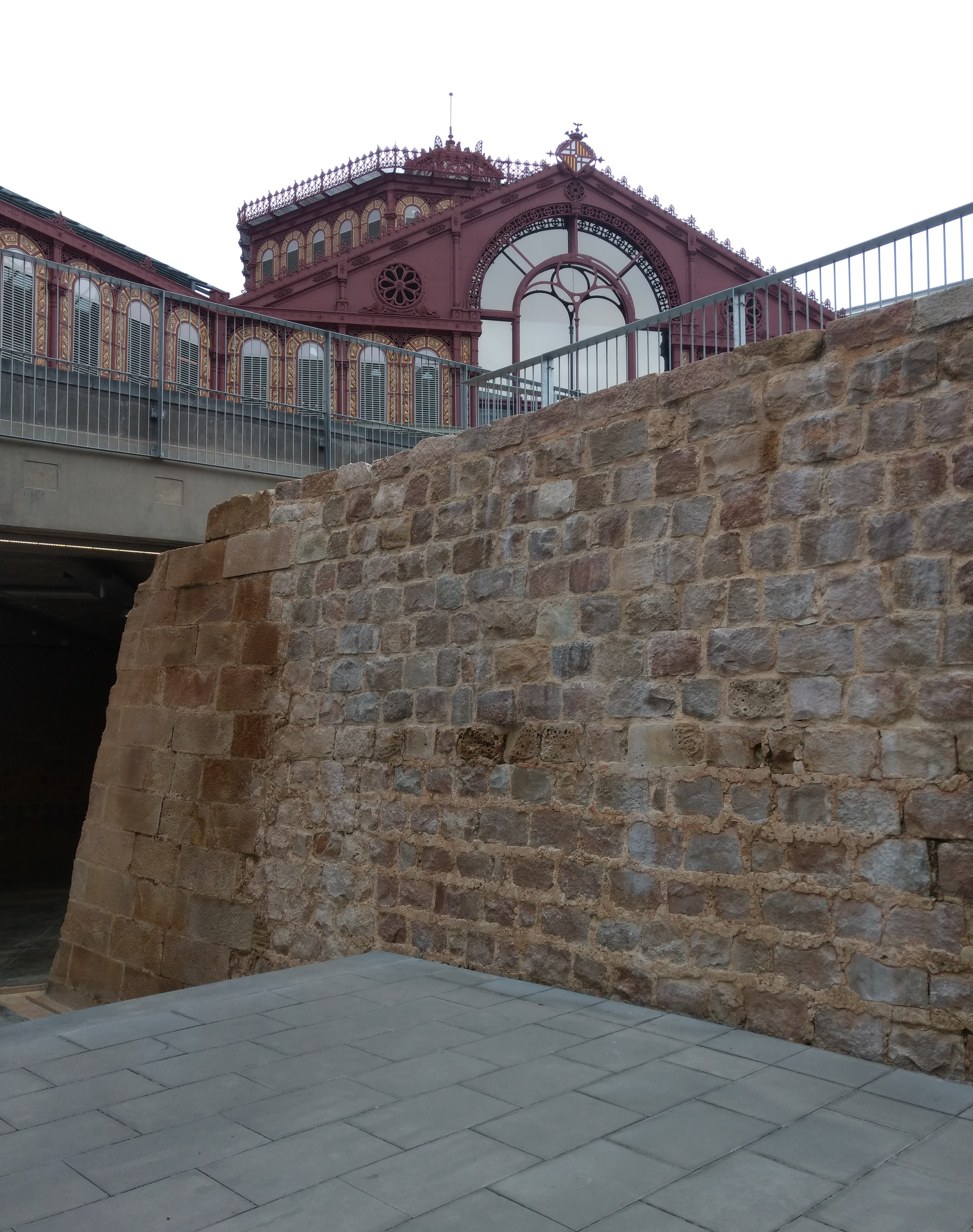
Tronçon du Baluarte de Sant-Antoni exposé dans le marché.